# Biokovo
Biokovo je gorovje v osrednjem delu Dalmacije, Hrvaška

## Geografija
Biokovo je gorski hrbet v osrednjem delu Dalmacije, ki se strmo spušča proti Makarskemu primorju. Dolgo je 36 in široko do 9,5 km, ter poteka v smeri severozahod - jugovzhod od izliva reke Cetine pri Omišu, kjer ga od Dinare ločuje cestni prelaz Dupci do spodnje Neretve pri Pločah.
Iz gorskega masiva se proti morju spuščajo strma in gola apnenčasta pobočja, ob obali pa je ozek rodoviten pas zemlje z mediteranskim rastlinjem. Čeprav se Biokovo iz morske strani zelo hitro dvigne na 1000 in več mnm gre za dostopno področje. Na greben vodi več markiranih poti, ki se prebijajo čez na prvi pogled neprehodne stene. Na najvišji 1764 mnm visoki vrh Sveti Jure je speljana asfaltirana cesta. Vrh je dobil ime po stari kapelici, ki je bila postavljena (obnovljena) 1646.
Od najvišjega vrha se gorski hrbet nadaljuje proti Susvidu (1115 mnm) in dalje proti Rilić-u nad Gradcem kjer je višina gorskega hrbta okoli 850 mnm in se pri spodnjem toku Neretve konča.
Geopark Biokovo-Imotska jezera je 2024 postal del UNESCO-ve dediščine.

## Gospodarstvo
Celotno področje vršnega dela Biokova je gospodarsko nerazvito in redko naseljeno. Ob vznožju pa se razprostira Makarsko primorje s številnimi morskimi plažami in turističnimi kraji (Makarska, Baška Voda, Podgora, Brela, Omiš, Tučepi idr.)

## Planinske koče in zavetišča
- Planinski dom pod Vošcem, oskrbovan v turistični sezoni, dostop tudi po cesti, lep razgled z bližnjega vrha Vošc (1422 mnm)
- Planinska koča pod Svetim Jurom, odprta je po dogovoru
- Planinska koča Slobodan Ravlić, neoskrbovano zavetišče
- Planinska koča Podlogovnik (897 mnm), stara vaška hiša preurejena za potrebe planincev, odprta samo priložnostno